# Nossentiner Hütte
Nossentiner Hütte est une commune d'Allemagne située dans l'arrondissement du Plateau des lacs mecklembourgeois, dans le Land de Mecklembourg-Poméranie-Occidentale.

## Géographie
Nossentiner Hütte se situe dans la région du plateau des lacs mecklembourgeois (Mecklenburgische Seenplatte), à 6 km au nord de Malchow et à 17 km à l'ouest de Waren, au bord du lac de Drewitzer.

## Histoire
Nossentiner Hütte fut mentionnée pour la première fois dans un document officiel en 1751. L'étymologie du nom de la commune atteste l'existence de verreries à cette époque.

## Quartiers
- Drewitz
- Nossentiner Hütte
- Sparow